# Prostopadłość

Prosta jest prostopadła do w punkcie ponieważ dwa kąty przez nie tworzone (oznaczone odpowiednio kolorem pomarańczowym i niebieskim) mają miarę 90°.

Wysokość trójkąta definiuje się jako odcinek przechodzący przez wierzchołek i prostopadły do przeciwległego boku. Wysokość i przeciwległy bok nie muszą się przecinać

Prosta jest prostopadła do płaszczyzny, czyli do dowolnej prostej z tej płaszczyzny

Płaszczyzna jest prostopadła do płaszczyzny, czyli zawiera prostą prostopadłą do

Prostopadłość – wspólna nazwa różnych relacji matematycznych, zwłaszcza geometrycznych, między figurami. Może zachodzić między:
- dwiema liniami – prostymi, półprostymi, odcinkami, krzywymi lub wektorami;
- prostą a płaszczyzną;
- dwiema płaszczyznami[1].

Definicje tych relacji są ze sobą powiązane:
- dwie proste są prostopadłe, gdy tworzą przystające kąty przyległe[2];
- dwa odcinki są prostopadłe, gdy leżą na prostopadłych prostych, przy czym odcinki te nie muszą się przecinać – mogą być rozłączne[3];
- dwie krzywe są prostopadłe, gdy ich styczne w tym samym punkcie są prostopadłe[1];
- prosta {\displaystyle a} jest prostopadła do płaszczyzny {\displaystyle P}, gdy prosta {\displaystyle a} jest prostopadła do każdej prostej przecinającej prostą {\displaystyle a} i zawartej w płaszczyźnie {\displaystyle P}[4];
- dwie płaszczyzny {\displaystyle P} i {\displaystyle Q} są prostopadłe, gdy istnieje prosta zawarta w płaszczyźnie {\displaystyle P} i prostopadła do płaszczyzny {\displaystyle Q}[5].

Prostopadłość oznacza się znakiem {\displaystyle \perp .} Przykładowo zapis {\displaystyle AB\perp CD} oznacza, ze prosta AB jest prostopadła do prostej CD. Prostopadłością definiuje się inne pojęcia geometryczne jak:
- różne rodzaje figur – kąt prosty, trójkąt prostokątny, trapez prostokątny, prostokąt, kwadrat, graniastosłup prosty, prostopadłościan i sześcian (foremny);
- linie związane z różnymi figurami jak symetralna odcinka, różne wysokości – trójkąta, trapezu, graniastosłupa, ostrosłupa, walca i stożka – oraz równik sfery z wyróżnioną osią[6], a także prosta normalna i wektor normalny;
- punkty definiowane tymi liniami jak spodki wysokości – trójkąta, ostrosłupa lub stożka – oraz punkt przegięcia[7];
- co najmniej dwa rodzaje symetrii – osiową, inaczej lustrzaną[8], oraz płaszczyznową[9];
- inne przekształcenia jak rzut prostokątny;
- podstawowe układy współrzędnych – kartezjańskie i inne ortogonalne.

Prostopadłość jest przedmiotem różnych twierdzeń. Niektóre z nich zawierają prostopadłość jako jedno z założeń, tzn. opisują własności figur zdefiniowanych prostopadłością – przykładem jest twierdzenie Pitagorasa. Inne twierdzenia zawierają prostopadłość jako tezę, tzn. mówią, że:
- dwie dane figury są prostopadłe – przykładem jest twierdzenie odwrotne do Pitagorasa lub twierdzenie o trzech prostopadłych;
- istnieje figura prostopadła do danej – przykłady podano niżej.

Geometria analityczna opisuje związek prostopadłości z pewnymi równaniami. Prowadzi to do uogólnienia prostopadłości na ortogonalność – takie relacje są definiowane algebraicznie i stosowane nie tylko do figur.

## Prostopadłość na płaszczyźnie

### Własności
Dla dowolnej prostej {\displaystyle a} i dowolnego punktu {\displaystyle P} istnieje dokładnie jedna prosta przechodząca przez punkt {\displaystyle P} i prostopadła do prostej {\displaystyle a}.
Prostopadłość jest relacją symetryczną, przy czym:
- nie jest zwrotna, tylko przeciwzwrotna (żadna prosta nie jest prostopadła do siebie samej),
- nie jest przechodnia. Jeśli {\displaystyle k\perp l} oraz {\displaystyle l\perp m,} to {\displaystyle k\parallel m.}

### Konstrukcja

Zgodnie z oznaczeniami jak na rysunku obok prostopadłą do prostej {\displaystyle AB} i przechodzącą przez punkt {\displaystyle P} kreśli się za pomocą cyrkla i linijki w następujący sposób:
- krok 1: nakreślić okrąg o środku {\displaystyle P,} w celu znalezienia na prostej {\displaystyle AB} punktów {\displaystyle A'} i {\displaystyle B'} równoodległych od {\displaystyle P;}
- krok 2: nakreślić okręgi o środkach w {\displaystyle A'} oraz {\displaystyle B',} które przechodzącą przez {\displaystyle P;} punkt {\displaystyle Q} będzie oznaczać drugi z punktów przecięcia tych okręgów;
- krok 3: połączyć {\displaystyle P} oraz {\displaystyle Q,} aby skonstruować szukaną prostopadłą {\displaystyle PQ.}

Aby udowodnić, że {\displaystyle PQ} rzeczywiście jest prostopadła do {\displaystyle AB} wystarczy skorzystać z twierdzenia o przystawaniu BBB dla trójkątów {\displaystyle QPA'} oraz {\displaystyle QPB',} które zapewnia o równości miar kątów {\displaystyle OPA'} i {\displaystyle OPB'.} Następnie korzystając z twierdzenia o przystawaniu BKB dla trójkątów {\displaystyle OPA'} oraz {\displaystyle OPB',} otrzymuje się równość miar kątów {\displaystyle POA} i {\displaystyle POB.}

### Związek z równoległością

Proste i są równoległe, co pokazano strzałkami i są przecięte prostą transwersalną

W geometrii euklidesowej każde dwie proste prostopadłe do trzeciej są równoległe. Podobnie, jeżeli prosta jest prostopadła do innej, to jest prostopadła do każdej prostej równoległej do tej drugiej.
Zilustrowano to na rys. obok. Jeżeli dwie proste ({\displaystyle a} oraz {\displaystyle b}) są obie prostopadłe do trzeciej prostej {\displaystyle (c),} to wszystkie stworzone na trzeciej prostej kąty są proste. Wszystkie zacieniowane na pomarańczowo kąty są przystające; podobnie kąty zacieniowane na zielono, ponieważ kąty wierzchołkowe są przystające, a naprzemianległe kąty wewnętrzne wyznaczone przez prostą transwersalną przecinającą proste równoległe są przystające. Stąd jeżeli proste {\displaystyle a} oraz {\displaystyle b} są równoległe, to jedno z następujących stwierdzeń pociąga pozostałe:
- jeden z kątów na diagramie jest kątem prostym;
- jeden z zacieniowanych na pomarańczowo kątów jest przystający do jednego z zacieniowanych na zielono;
- prosta {\displaystyle c} jest prostopadła do prostej {\displaystyle a;}
- prosta {\displaystyle c} jest prostopadła do prostej {\displaystyle b.}

### Opis kartezjański
W kartezjańskim układzie współrzędnych dowolne dwie proste na płaszczyźnie {\displaystyle xy} mogą być opisane równaniami
{\displaystyle ax+by+e=0} oraz {\displaystyle cx+dy+f=0.}
Są one prostopadłe wtedy i tylko wtedy, gdy {\displaystyle ac+bd=0.}
Dla prostych nierównoległych do osi {\displaystyle y} równania mogą przybrać postać:
{\displaystyle y=ax+b} oraz {\displaystyle y=cx+d.}
Wielkości {\displaystyle a} oraz {\displaystyle c} nazywa się współczynnikami kierunkowymi tych prostych. Warunek prostopadłości sprowadza się wtedy do zależności {\displaystyle ac=-1.}
Prosta prostopadła do prostej o równaniu {\displaystyle ax+by+e=0} i przechodząca przez punkt {\displaystyle (p,q)} ma równanie:
{\displaystyle b(x-p)=a(y-q).}

## Prostopadłość w trójwymiarze

Układ współrzędnych kartezjańskich w przestrzeni trójwymiarowej – osie współrzędnych są parami prostopadłe. Przedstawiony sześcian można uznać za sześcian jednostkowy

### Podstawowe twierdzenia
Dla dowolnej płaszczyzny {\displaystyle a} i dowolnego punktu {\displaystyle b} istnieje dokładnie jedna prosta przechodząca przez punkt {\displaystyle b} i prostopadła do płaszczyzny {\displaystyle a}.
Dla dowolnej prostej {\displaystyle a} i dowolnego punktu {\displaystyle b} istnieje dokładnie jedna płaszczyzna przechodząca przez punkt {\displaystyle b} i prostopadła do prostej {\displaystyle a}.
Dla dowolnych dwóch prostych skośnych istnieje dokładnie jedna prosta prostopadła do nich obu jednocześnie.

### Opis kartezjański
Dane są 2 wektory:
{\displaystyle {\overrightarrow {\mathbf {OP} }}={\begin{bmatrix}x_{1},&y_{1},&z_{1}\end{bmatrix}},}
{\displaystyle {\overrightarrow {\mathbf {OQ} }}={\begin{bmatrix}x_{2},&y_{2},&z_{2}\end{bmatrix}}.}
Dla uproszczenia zakładamy, że początki obu tych wektorów znajdują się w tym samym punkcie, jakim jest początek układu współrzędnych {\displaystyle O=(0,0,0).} Wówczas długości tych wektorów wynoszą odpowiednio:
{\displaystyle |{\overrightarrow {\mathbf {OP} }}|={\sqrt {x_{1}^{2}+y_{1}^{2}+z_{1}^{2}}},}
{\displaystyle |{\overrightarrow {\mathbf {OQ} }}|={\sqrt {x_{2}^{2}+y_{2}^{2}+z_{2}^{2}}}.}
Natomiast odległość ich końców od siebie jest równa:
{\displaystyle |PQ|={\sqrt {(x_{1}-x_{2})^{2}+(y_{1}-y_{2})^{2}+(z_{1}-z_{2})^{2}}}.}
Powyższe 3 wartości są długościami odpowiednich odcinków, które razem tworzą trójkąt {\displaystyle OPQ.} Aby nasze wektory były względem siebie prostopadłe, trójkąt ten musi być prostokątny, a więc spełniać twierdzenie Pitagorasa:
{\displaystyle |PQ|^{2}=|OP|^{2}+|OQ|^{2}.}
Podstawiamy odpowiednie wyrażenia:
{\displaystyle ({\sqrt {(x_{1}-x_{2})^{2}+(y_{1}-y_{2})^{2}+(z_{1}-z_{2})^{2}}})^{2}=({\sqrt {x_{1}^{2}+y_{1}^{2}+z_{1}^{2}}})^{2}+({\sqrt {x_{2}^{2}+y_{2}^{2}+z_{2}^{2}}})^{2}.}
Pierwiastki uproszczają się z kwadratami, a więc zostają jedynie same wyrażenia podpierwiastkowe:
{\displaystyle (x_{1}-x_{2})^{2}+(y_{1}-y_{2})^{2}+(z_{1}-z_{2})^{2}=x_{1}^{2}+y_{1}^{2}+z_{1}^{2}+x_{2}^{2}+y_{2}^{2}+z_{2}^{2}.}
Korzystając ze wzorów skróconego mnożenia, opuszczamy nawiasy:
{\displaystyle x_{1}^{2}-2x_{1}x_{2}+x_{2}^{2}+y_{1}^{2}-2y_{1}y_{2}+y_{2}^{2}+z_{1}^{2}-2z_{1}z_{2}+z_{2}^{2}=x_{1}^{2}+y_{1}^{2}+z_{1}^{2}+x_{2}^{2}+y_{2}^{2}+z_{2}^{2}}
Po redukcji wyrazów podobnych z obu stron powyższego równania, przyjmuje ono postać:
{\displaystyle -2x_{1}x_{2}-2y_{1}y_{2}-2z_{1}z_{2}=0\;\;\;|:(-2).}
Ostatecznie, po podzieleniu obu stron równania przez -2, otrzymujemy szukany warunek na prostopadłość obu wektorów w przestrzeni:
{\displaystyle x_{1}x_{2}+y_{1}y_{2}+z_{1}z_{2}=0.}
Powyższe wyrażenie, będące kombinacją liniową naszych wektorów, można zapisać również w postaci ich iloczynu skalarnego:
{\displaystyle {\overrightarrow {OP}}\cdot {\overrightarrow {OQ}}=0.}